# Syncollesis ankalirano
Syncollesis ankalirano är en fjärilsart som beskrevs av Pierre E.L. Viette 1981. Syncollesis ankalirano ingår i släktet Syncollesis och familjen mätare. Inga underarter finns listade i Catalogue of Life.